# John Slim, 2. Viscount Slim
John Douglas Slim, 2. Viscount Slim OBE, DL, FRGS (* 20. Juli 1927; † 12. Januar 2019) war ein britischer Offizier und Peer.
Slim war der Sohn des britischen Field Marshal und 13. Generalgouverneurs von Australien, William Slim, 1. Viscount Slim, aus dessen Ehe mit Aileen Robertson.
Er absolvierte eine Kadettenausbildung am Prince of Wales Royal Indian Military College in Dehra Dun in Britisch-Indien, trat 1944 als Offizier der 6th Gurkha Rifles in die British Indian Army ein und nahm am Burmafeldzug des Zweiten Weltkriegs teil. 1948 wurde er zu den Argyll and Sutherland Highlanders der British Army versetzt. 1952 wechselte er zum Special Air Service. Ab 1961 war er Dozent am Staff College in Camberley und ab 1964 am Joint Services Staff College. 1972 verließ er die Armee im Rang eines Lieutenant-Colonel und wurde später ehrenhalber zum Colonel befördert. Er wurde im folgenden Jahr als Officer des Order of the British Empire ausgezeichnet.
Beim Tod seines Vaters im Jahre 1970 erbte er dessen Adelstitel als Viscount Slim und wurde dadurch Mitglied des House of Lords. Mit Inkrafttreten des House of Lords Act 1999 verlor er zusammen mit allen anderen erblichen Peers den automatischen Sitz im House of Lords. Er wurde jedoch gewählt als einer der 92 gewählten Erbpeers, die nach der Reform im House verblieben. Im Parlament gehörte er der Fraktion der Crossbencher an.
Slim war von 1976 bis 1991 Vorsitzender der Peek plc, von 1991 bis 1996 deren stellvertretender Vorsitzender und schließlich von 1996 bis 2003 deren Berater. Er war außerdem Direktor des Reisebüros Trailfinders und Treuhänder der Royal Commonwealth Ex-Services League (RCEL). Seit 1971 war er Präsident der Burma Star Association und seit 2000 Präsident der SAS Association. Er war auch Patron der Prospect Burma, einer in London ansässigen Wohltätigkeitsorganisation, die Hochschulstipendien an burmesische Studenten verteilt. Er wurde zuerst Vorsitzender und später Vize-Präsident der Britain–Australia Society. Von 1977 bis 1996 war er stellvertretender Vorsitzender der Arab-British Chamber of Commerce. Im Jahr 1983 wurde Slim als Fellow in die Royal Geographical Society aufgenommen. Zwischen 1995 und 1996 war er auch Meister der Worshipful Company of Clothworkers. Er diente als Ehrenvorsitzender der OSS Society.
Seit 1958 war er mit Elisabeth Spinney († 2018) verheiratet. Sie hinterließen eine Tochter und zwei Söhne, darunter Mark William Rawdon Slim, der seinen Titel 2019 erbte.